# Булут, Йигит
Йигит Булут (тур. Yiğit Bulut; 1 января 1972, Кешан, Эдирне — 11 июля 2025, Acıbadem Maslak Hospital, Стамбул) — турецкий журналист. Занимал должность главного редактора на новостных каналах «Habertürk TV» (2009—2012) и «Kanal 24» (2012—2013). Помимо этого писал для изданий «Radikal» (2001—2007), «Vatan» и «Referans» (до 2009), «Habertürk» (2009—2012) и «Star» (2012—2013). В июле 2013 года Булут был назначен главным советником Реджепа Эрдогана, занимавшего на тот момент пост премьер-министра Турции. Йигит Булут известен своими громкими заявлениями относительно протестов в Турции в 2013 году, в частности он утверждал, что целью протестов является свержение Эрдогана, а также, что иностранные спецслужбы пытаются убить Реджепа Эрдогана, используя «телекинез и другие методы».

## Биография
Отец Йигита Булута — турецкий политик Мустафа Булут, в 1977 году он избирался членом Великого национального собрания. Йигит Булут окончил Галатасарайский лицей и Билькентский университет, имеет степень магистра, полученную в университете Сорбонны.
Йигит Булут состоял в браке Шуле Булут, работавшей на канале «Kanal D», который входит в холдинг «Doğan Media Group». В 2010 году супруги развелись.
В 2001—2007 годах Булут вёл колонку в газете «Radikal», входящую в холдинг «Doğan Media Group». Также он писал для изданий «Vatan» и «Referans», которые входили в тот же холдинг, и вёл передачу для «CNN Türk». В июне 2009 года покинул «Doğan Media Group». После этого начал работать на входящих в холдинг «Ciner Group» газету «Habertürk» и канал «Habertürk TV2», до января 2012 года занимал должность главного редактора «Habertürk TV» becoming Habertürk TV’s editor-in-chief until January 2012.
В 2010 году во время встречи с Реджепом Эрдоганом Булут предложил создать организацию аналогичную «RTÜK», которая регулировала бы деятельность печатных и интернет-СМИ. Это предложение вызвало широкую критику в СМИ.
В 2012 году Булут уволился из «Habertürk» и до июля 2013 года, когда он был назначен главным советником Реджепа Эрдогана, занимал должности главного редактора новостного канала «Kanal 24», а также колумниста газеты «Star».
Умер 11 июля 2025 года в возрасте 53 лет в больнице Аджибадем Маслак, где проходил лечение от рака.